# Pieter De Bruyne
 (mars 2022).
La mise en forme du texte ne suit pas les recommandations de Wikipédia : il faut le « wikifier ».
Les points d'amélioration suivants sont les cas les plus fréquents :
- Les titres sont pré-formatés par le logiciel. Ils ne sont ni en capitales, ni en gras.
- Le texte ne doit pas être écrit en capitales (les noms de famille non plus), ni en gras, ni en italique, ni en « petit »…
- Le gras n'est utilisé que pour surligner le titre de l'article dans l'introduction, une seule fois.
- L'italique est rarement utilisé : mots en langue étrangère, titres d'œuvres, noms de bateaux, etc.
- Les citations ne sont pas en italique mais en corps de texte normal. Elles sont entourées par des guillemets français : « et ».
- Les listes à puces sont à éviter, des paragraphes rédigés étant largement préférés. Les tableaux sont à réserver à la présentation de données structurées (résultats, etc.).
- Les appels de note de bas de page (petits chiffres en exposant, introduits par l'outil «  Source ») sont à placer entre la fin de phrase et le point final[comme ça].
- Les liens internes (vers d'autres articles de Wikipédia) sont à choisir avec parcimonie. Créez des liens vers des articles approfondissant le sujet. Les termes génériques sans rapport avec le sujet sont à éviter, ainsi que les répétitions de liens vers un même terme.
- Les liens externes sont à placer uniquement dans une section « Liens externes », à la fin de l'article. Ces liens sont à choisir avec parcimonie suivant les règles définies. Si un lien sert de source à l'article, son insertion dans le texte est à faire par les notes de bas de page.
- La présentation des références doit suivre les conventions bibliographiques. Il est recommandé d'utiliser les modèles {{Ouvrage}}, {{Chapitre}}, {{Article}}, {{Lien web}} et/ou {{Bibliographie}}. Le mode d'édition visuel peut mettre en forme automatiquement les références.
- Insérer une infobox (cadre d'informations à droite) n'est pas obligatoire pour parachever la mise en page.

Pour une aide détaillée, merci de consulter Aide:Wikification.
Si vous pensez que ces points ont été résolus, vous pouvez retirer ce bandeau et améliorer la mise en forme d'un autre article.
Pieter De Bruyne est un artiste, designer et architecte d'intérieur belge né en 1931 à Alost, en Région flamande, et décédé dans la même ville en 1987.

## Biographie
Pieter De Bruyne obtient son diplôme d’architecte d'intérieur en 1953, à l’École Saint-Luc à Bruxelles. En 1955–56 et 1957, il participe aux salons des meubles sociaux modernes à Gand. En 1958, il reçoit le “Badge d’or”. À cette époque, De Bruyne fait également un stage au Studio Gio Ponti à Milan. En 1959, il reçoit une mention honorable au concours international de meubles de Cantù. En 1960, De Bruyne remporte un prix pour des dessins de chaises au concours européen Arflex-Domus à Milan. En 1961, il gagne de nouveau un prix à Cantù avec un dessin de salle à manger. Il expose en Belgique, à l’étranger, et il réalise des œuvres diverses.
De Bruyne donne des cours à l’Institut Saint-Luc à Schaerbeek. Il remporte le prix d’État en 1984 pour sa carrière artistique. Les archives complètes de son œuvre appartiennent au Design Museum Gent.

## Œuvre
À l’occasion d’une exposition dans l’abbaye Saint-Pierre de Gand en 1976, Jan Pieter Ballegeer écrit : « Mais quel est le message des meubles de De Bruyne ? Il y a tout d’abord une sorte d’attaque contre le familier même, une certaine destruction du commun. Il y a une distorsion des objets, similaire à celle du dadaïsme, du surréalisme et du pop art. Néanmoins, la déformation de De Bruyne n’est pas caricaturalement expressionniste et on ne peut envisager qu'elle soit comprise immédiatement. Elle est plutôt délicatement mystérieuse et d’une esthétique complexe, d’un maniérisme ingénieux. La conscience artistique de soi du designer imprègne ses meubles d'une monumentalité remarquable. Leur nature demande presque de ne pas être placés contre un mur ou dans un coin, mais de se retrouver libres dans l’espace, comme des sculptures ».

### Pionnier du postmodernisme
Les projets de De Bruyne de la période 1970–1987 devraient être liés à l’école postmoderniste en architecture et design. Les plus célèbres designers dans ce domaine sont le Studio Alchimia et le Groupe de Memphis (Alessandro Mendini, Andrea Branzi, Ettore Sottsass). Malgré les multiples points en commun avec les Italiens postmodernes, De Bruyne a commencé ce type d’œuvre en 1970, et le Studio Alchimia ainsi que le Groupe de Memphis ont développé leurs activités une décennie plus tard. Pour cette raison certains voient en De Bruyne un précurseur des meubles postmodernes.

### Le cabinet Chantilly

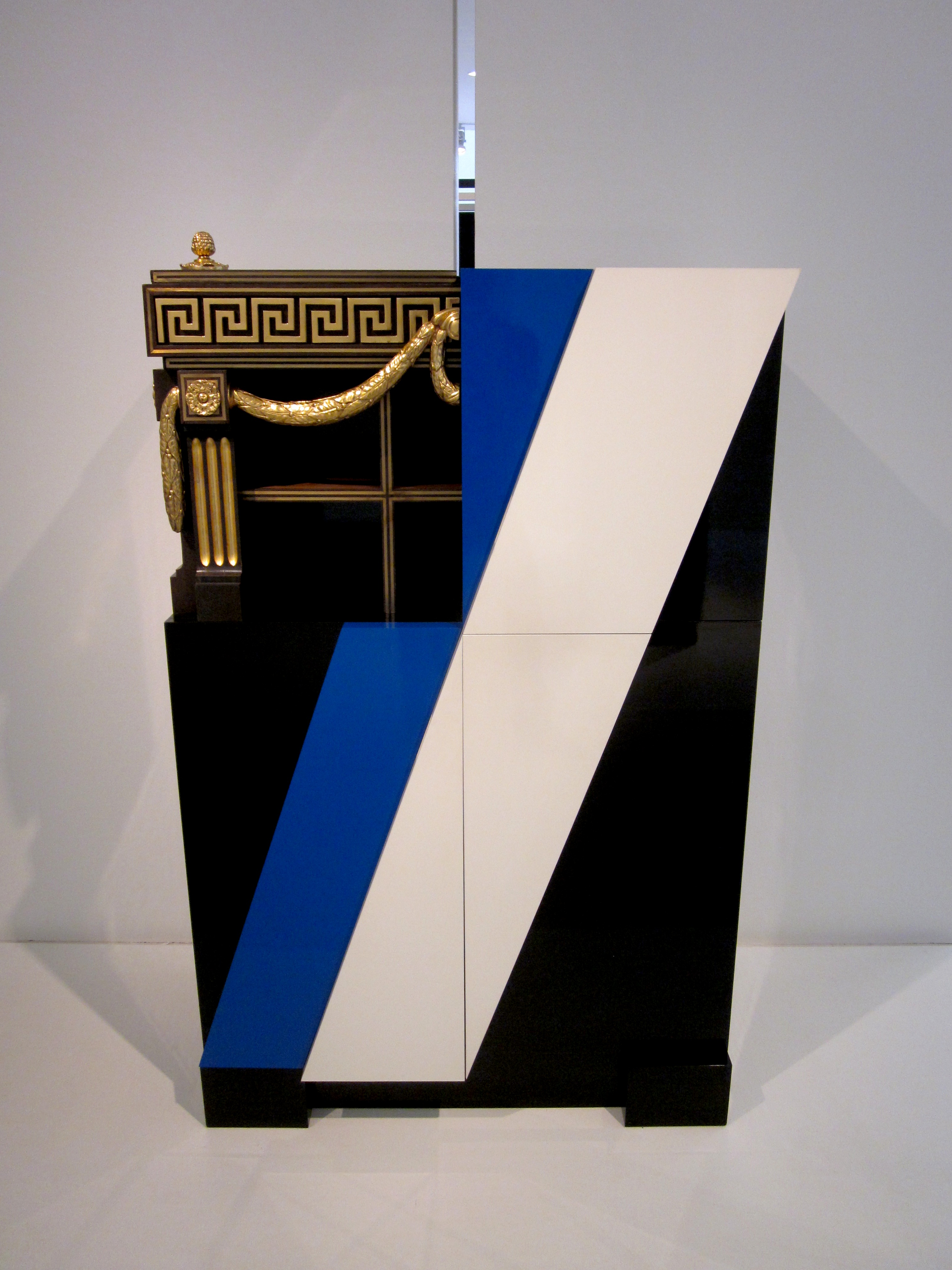
Cabinet Chantilly (1975)

L’exposition Postmodernism, « Style and subversion » 1970–1990, au Victoria and Albert Museum de Londres, (2011–2012) rend hommage à De Bruyne avec une place prédominante pour son cabinet Chantilly (1975).

### L’Égypte
1974 voit un intérêt particulier pour l'Égypte antique. De Bruyne étudie l’importance des contributions égyptiennes à l’histoire des meubles. Comme un scientifique, De Bruyne collectionne des données sur le meuble égyptien, l’analyse et compare. De multiples mesures prises pendant une décennie aboutissent à des centaines de dessins sur la structure des meubles égyptiens. À partir de ses dessins, il fait des analyses mathématiques et structurelles.
En 1982, il utilise le système de mesures égyptien dans ses propres dessins.
En 1985, De Bruyne présente des résultats spectaculaires : il aurait trouvé la clé du canon secret et percé les lois sous-jacentes des meubles, des peintures, et des sculptures égyptiens. De plus, ses conclusions serviraient de base pour comprendre les pyramides égyptiennes d’un point de vue rationnel et mathématique. À la fin de sa carrière, il utilise l’entier canon dans son œuvre. De Bruyne commence à écrire un livre sur les résultats de ses études pour parution fin 1985, mais il rencontre quelques obstacles qui compliquent l’aboutissement de son œuvre.
En février 1987, De Bruyne meurt.

### Meubles et objets
Pieter De Bruyne conçoit un grand nombre de dessins inédits de meubles et d’objets, dont plus de 200 sont réalisés. Il dessine également plus de 175 intérieurs et projets architecturaux.
Pour Arteluce (Gino Sarfatti) à Milan et Stilnovo, De Bruyne a dessiné 5 luminaires

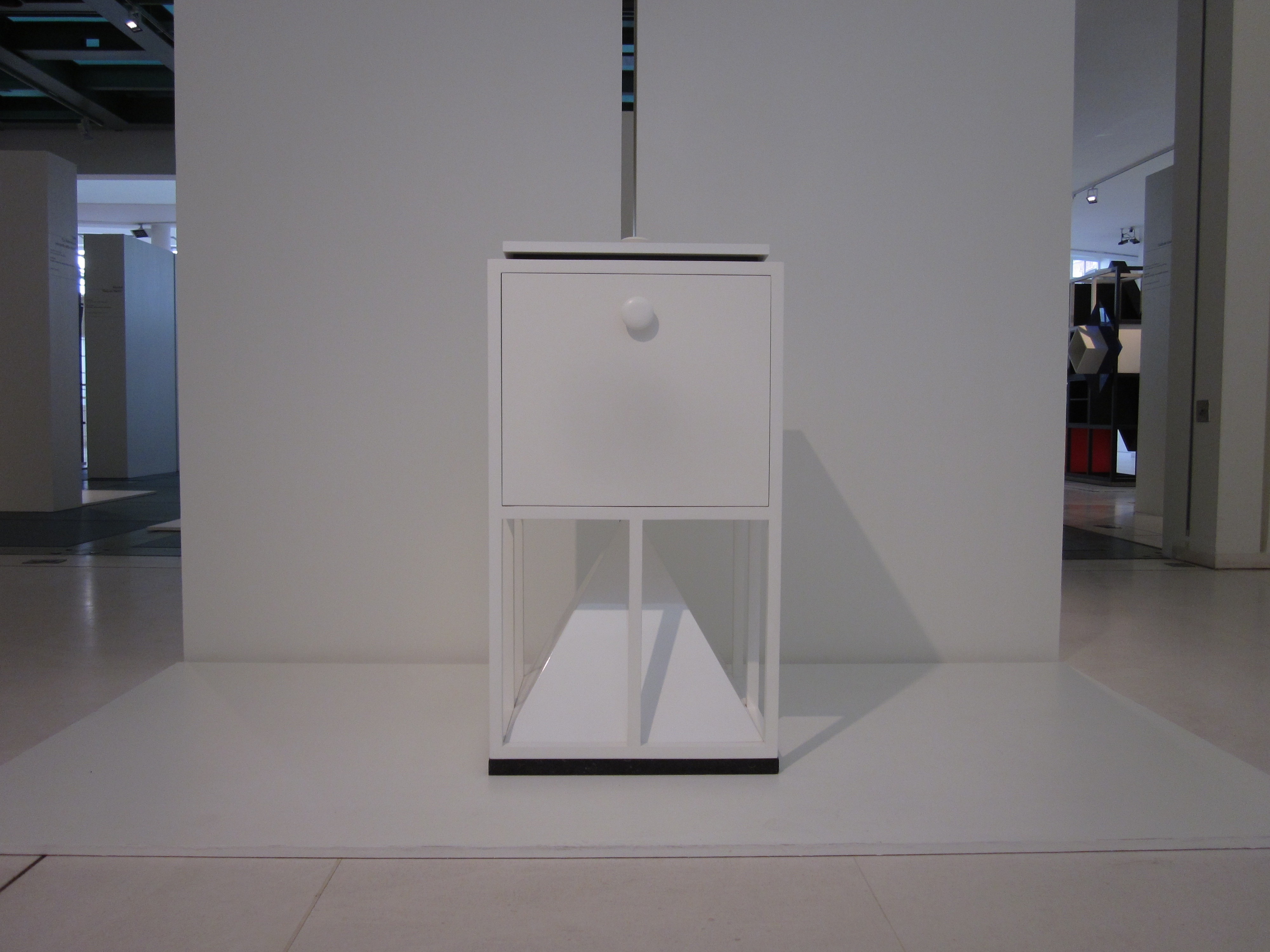
Hommage to Toutânkhamon (1974)

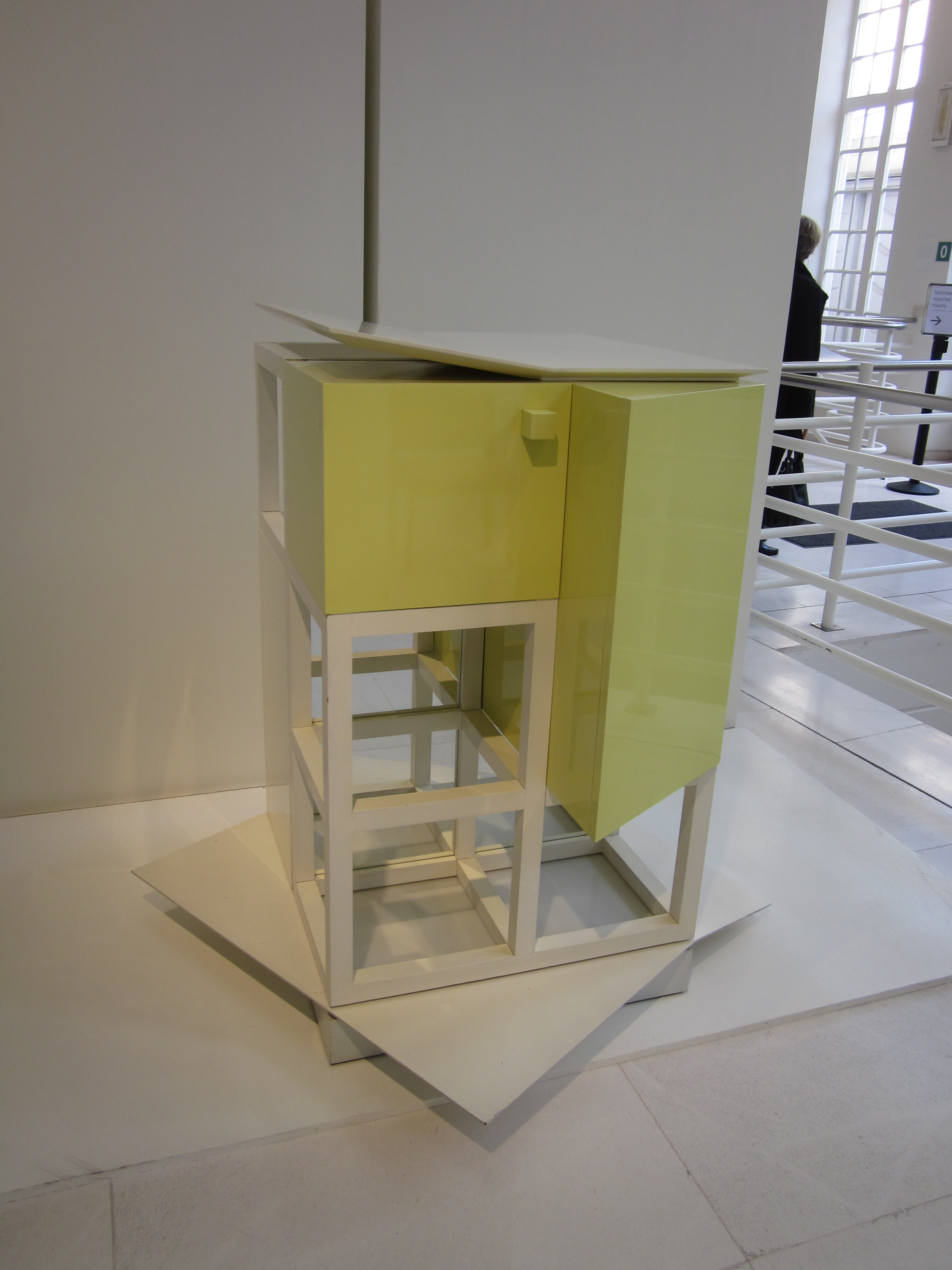
Cabinet: hommage to Gio Ponti (1979)

Les meubles de De Bruyne ont été exposés au pays et à l'étranger, notamment à Los Angeles, Londres, Mainz, Zurich, Bari et Amsterdam. En 2022, De Bruyne a fait son début au salon de l'art et du design PAD Paris.

## Pieter De Bruyne résidence

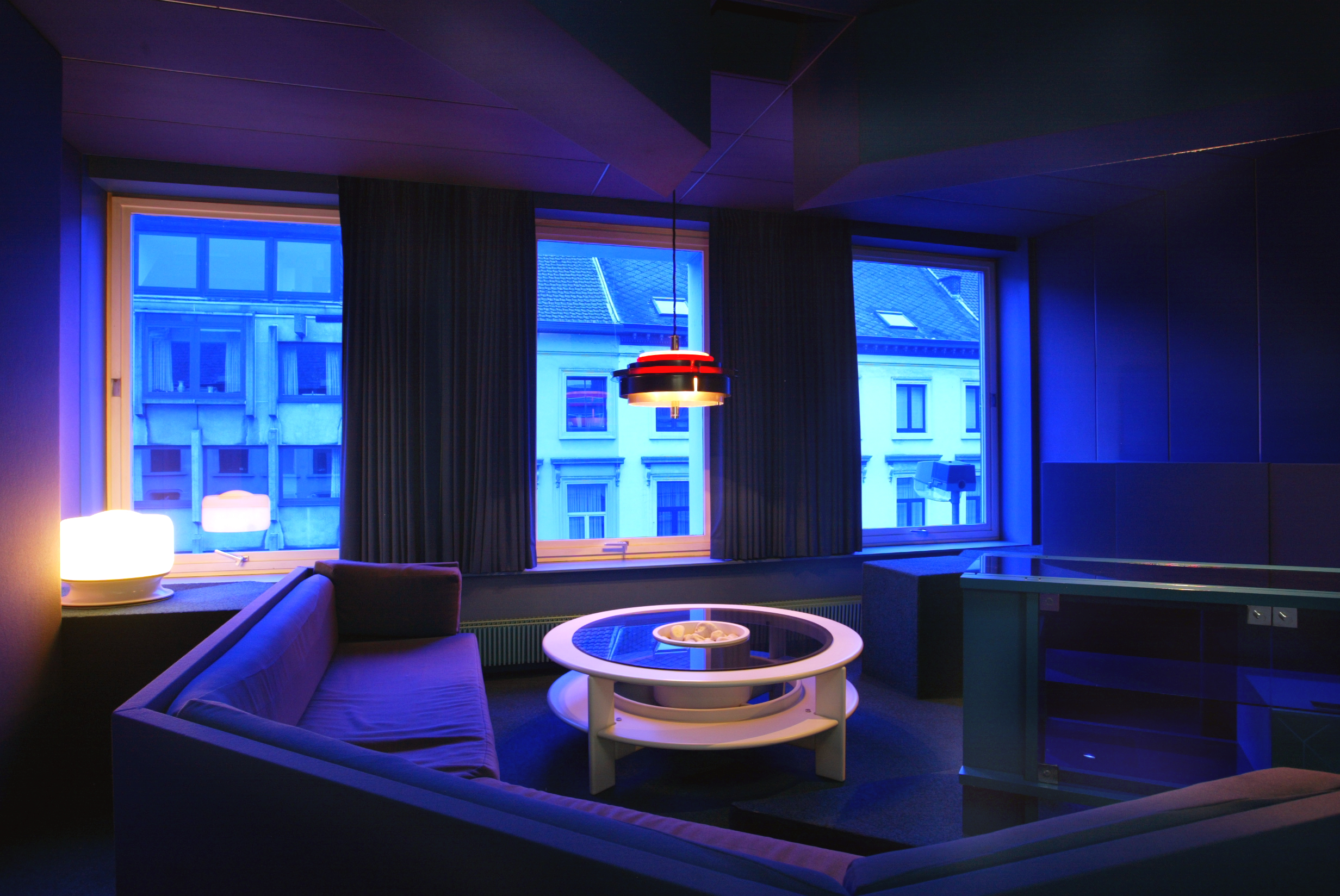
Chambre bleue Pieter De Bruyne résidence (1972)

En 1972, il rénove une maison de maître néoclassique à Alost en résidence de travail. La maison a été protégée autant que monument en 2008. Il donne le nom d'une couleur particulière à plusieurs pièces afin d'en définir la décoration, comme la chambre bleue par exemple,,.

## Maison Van Schuylenbergh
En 1979-1986, Pieter De Bruyne livre sa dernière chef-œuvre : une nouvelle habitation à Alost. En 2021, le bâtiment et tout l'intérieur ont été protégés en tant que monument par le ministre flamand Matthias Diependale.

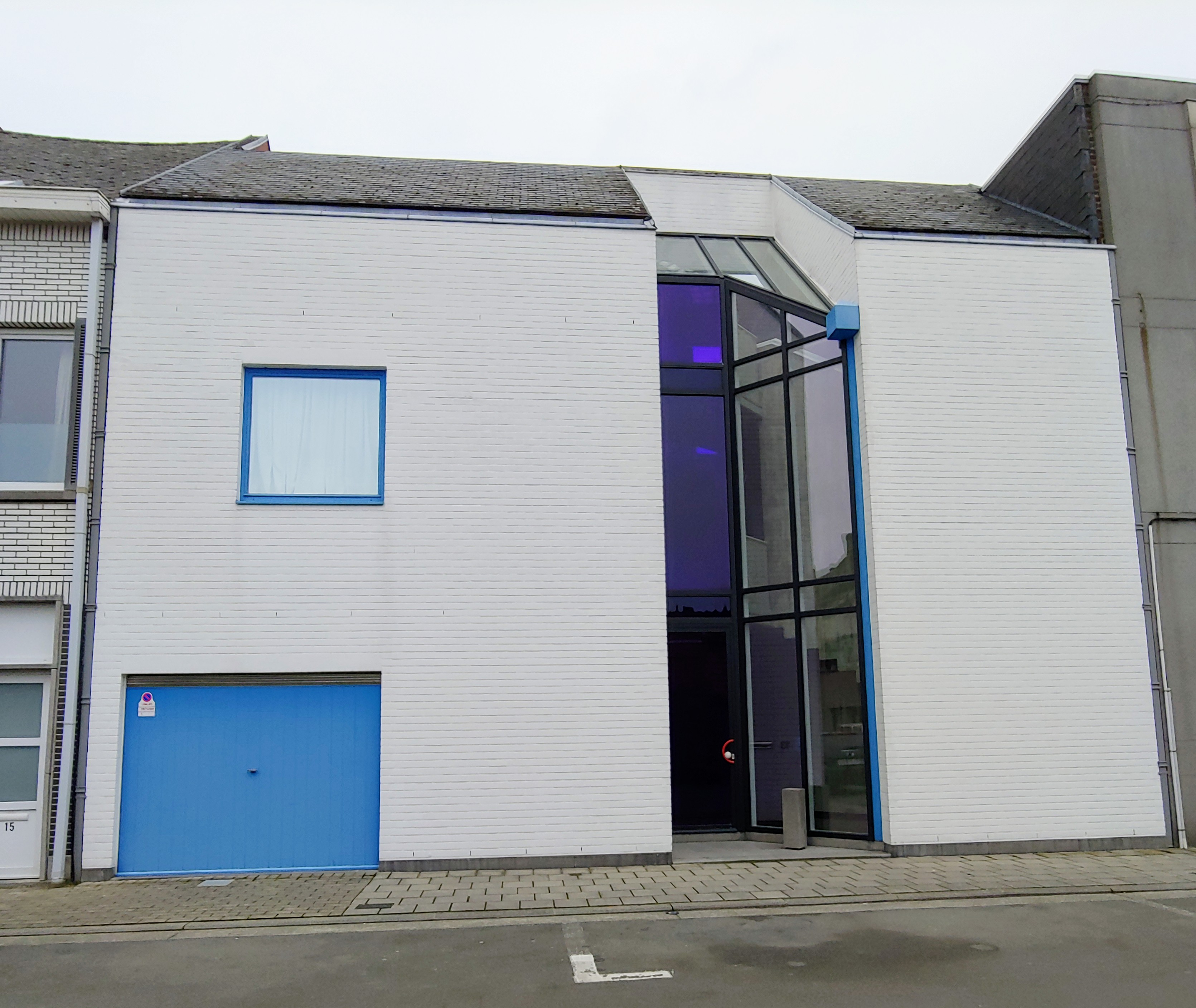
Maison Van Schuylenbergh.1979-1986

En 2022, la maison a reçu une attention nationale et internationale avec la publication d'un reportage dans les magazines spécialisés Interior Design (US) et le Häuser allemand. Auparavant, un article avait également été publié dans la revue patrimoniale Monumentaal (Pays-Bas).